# Ваља Каселор (Дамбовица)
Ваља Каселор (рум. Valea Caselor) насеље је у Румунији у округу Дамбовица у општини Ваља Маре. Oпштина се налази на надморској висини од 226 m.

## Становништво
Према подацима из 2002. године у насељу је живело 663 становника.

### Попис2002.
| Расподела становништва по националности 2002.‍ | Расподела становништва по националности 2002.‍ | Расподела становништва по националности 2002.‍ | Расподела становништва по националности 2002.‍ | Расподела становништва по националности 2002.‍ |
| --------------------------------------------- | --------------------------------------------- | --------------------------------------------- | --------------------------------------------- | --------------------------------------------- |
|                                               |                                               |                                               |                                               |                                               |
| Румуни                                        | Румуни                                        |                                               | 647                                           | 97,7%                                         |
| Роми                                          | Роми                                          |                                               | 15                                            | 2,3%                                          |